# 森本千絵 (ヴァイオリニスト)
森本 千絵（もりもと ちえ、1962年 - ）は、日本のヴァイオリニスト。
北海道札幌南高等学校から愛知県立旭丘高等学校に編入，同校卒業後京都市立芸術大学音楽学部卒業。名古屋フィルハーモニー交響楽団入団し、その後、ロンドンへ留学。名匠イフラ・ニーマンに師事し、研鑽を積んだ。英国王立音楽大学演奏家資格取得、ヨーロッパ各地にて演奏活動を行い，ディプロマを取得。
帰国後、1992年に朝日新聞の「リサイタル・オブ・ザ・イヤー」を受賞。1996年には電気文化会館「ザ・コンサートホール・アンコール96」に選出されるなど日本国内での評価を確実なものとする。またクロアチアにて、ピアニストのジョゼフ・サイガーと共演。2004年にはサフォーク州セント・エドモンズバリー（英語版）市の「マグナカルタ900年記念」演奏会に招聘され、ナイジェル・ハッチソンとともにイギリス作品を演奏。その演奏の評価をさらに高めることとなる。
2003年から2013年までの10年間，名古屋・電気文化会館主催「朝の室内楽シリーズ」
を企画。本人も演奏に参加し本格的な室内楽演奏に取り組み、さらに実力を磨いた。2014年よりベートーヴェンヴァイオリンソナタ全曲演奏シリーズをピアニストの伊藤亜希子
と共に札幌・時計台ホールにて展開中である。
また異ジャンルとのコラボレーションとして、近年は演劇や人形劇舞踏などの作品にも携わる。人形劇とのコラボレーション作品である「アリとキリギリス」は名古屋市内のみならず、福島、山形、岐阜、札幌にて上演され好評を博した。2013年からは、演劇家・近藤輝行や作曲家・J.R.テイラーとともに、人形劇と弦楽四重奏のコラボレーションである「人魚姫」の舞台に取り組んでいる。
2009年「メンデルスゾーン生誕200年記念演奏会」メンデルスゾーンのヴァイオリン協奏曲を名古屋フィルハーモニー交響楽団と共演。2012年には，ヴァイオリン小品集「FAVORITES」を全国リリース。現在は主に札幌と名古屋の両拠点を中心として，後進の指導をしながら演奏活動を続ける。2015年よりNPO響愛学園にて障がいを持つ子供たちの指導やインクルーシブ・オーケストラの指導に携わる。名古屋フィルハーモニー交響楽団団友会、京都市立芸術大学真声会会員
。

## 参考
- 公式フェイスブック
- New Vintage Records

## 註
1. ↑  “ヴァイオリン小品集「FAVORITES」”. 2017年6月10日閲覧。
2. ↑  “「朝の室内楽シリーズ」”. 2017年6月10日閲覧。
3. ↑  “伊藤亜希子”. 2017年6月10日閲覧。
4. ↑  “「アリとキリギリス」”. 2017年6月10日閲覧。
5. ↑  “「人魚姫」”. 2017年6月10日閲覧。
6. ↑  “ヴァイオリン小品集「FAVORITES」”. 2017年6月10日閲覧。
7. ↑  “ヴァイオリン奏者 森本千絵 facebook”. 2017年6月10日閲覧。